# Fuente de Santa Cruz (kommunhuvudort)
Fuente de Santa Cruz är en kommunhuvudort i Spanien.   Den ligger i provinsen Provincia de Segovia och regionen Kastilien och Leon, i den centrala delen av landet, 120 km nordväst om huvudstaden Madrid. Fuente de Santa Cruz ligger 834 meter över havet och antalet invånare är 159.
Terrängen runt Fuente de Santa Cruz är huvudsakligen platt. Fuente de Santa Cruz ligger uppe på en höjd. Runt Fuente de Santa Cruz är det glesbefolkat, med 17 invånare per kvadratkilometer. Närmaste större samhälle är Arévalo, 17,8 km söder om Fuente de Santa Cruz. Trakten runt Fuente de Santa Cruz består till största delen av jordbruksmark.